# Alfred Bürgin
Alfred Bürgin (* 6. September 1927; † 15. Februar 2014 in Riehen) war ein Schweizer Wirtschaftshistoriker.

## Leben
Alfred Bürgin studierte bei Edgar Salin an der Universität Basel und promovierte dort nach Auslandssemestern in Heidelberg, Genf und London 1953. In seiner Dissertation untersuchte er – ausgehend von Max Weber – den Zusammenhang von Calvinismus und Kapitalismus am Beispiel von Genf. Nach seiner Habilitation mit einer Arbeit über Geschichte der Basler Chemie 1962 wurde er ausserordentlicher Professor für Wirtschaftsgeschichte an der Universität Basel. Parallel durchlief er eine Karriere beim Chemieunternehmen J.R. Geigy AG und nachmals der fusionierten Ciba-Geigy, wo er den Stab Volkswirtschaft leitete. 1993 veröffentlichte er sein Hauptwerk „Zur Soziogenese der politischen Ökonomie“ (2. Aufl. 1996), worin er die Dogmengeschichte der Wirtschaftswissenschaften von Aristoteles bis Adam Smith nachzeichnet.

## Veröffentlichungen
(Auswahl)
- Zur Soziogenese der Politischen Ökonomie – Wirtschaftsgeschichtliche und dogmenhistorische Betrachtungen, Metropolis, Marburg 1993. ISBN 978-3-926570-87-1.
- Geschichte des Geigy-Unternehmens von 1758 bis 1939 / Geigy heute, 2 Bände, Geigy, Basel 1958.
- Bürgin Alfred, Karl Frei, Gustaf Adolf Wanner, Hans Adolf Vögelin, Hans Bauer: Schweizer Pioniere der Wirtschaft und Technik, Band 18 – Vier Basler Pioniere: Achilles Bischoff, Carl Geigy, Benedikt La Roche, J.J. Speiser, Verein für wirtschaftshistorische Studien, Zürich 1967.